# Dolerotarsa emendatrix
Dolerotarsa emendatrix är en skalbaggsart som beskrevs av Louis Albert Péringuey 1904. Dolerotarsa emendatrix ingår i släktet Dolerotarsa och familjen Melolonthidae. Inga underarter finns listade i Catalogue of Life.